# Eurrhyparodes diffracta
Eurrhyparodes diffracta là một loài bướm đêm trong họ Crambidae.